# أشلي كوكس
أشلي كوكس (بالإنجليزية: Ashley Cox) هي ممثلة أمريكية، ولدت في 15 نوفمبر 1956 بدالاس في الولايات المتحدة.

## وصلات خارجية
- أشلي كوكس على موقع IMDb (الإنجليزية)
- أشلي كوكس على موقع ألو سيني (الفرنسية)
- أشلي كوكس على موقع أول موفي (الإنجليزية)
- أشلي كوكس على موقع قاعدة بيانات الأفلام السويدية (السويدية)
- أشلي كوكس على موقع قاعدة بيانات الفيلم (الإنجليزية)
- أشلي كوكس على موقع كينوبويسك (الروسية)